# ناثان كونينغهام
ناثان كونينغهام هو متزلج جماعي كندي، ولد في 30 سبتمبر 1981 في كالغاري في كندا.

## وصلات خارجية
- ناثان كونينغهام على موقع IBSF (الإنجليزية)
- ناثان كونينغهام على موقع أوليمبيديا (الإنجليزية)